# Peta (geest)
De wereld van de peta (Pali; ook wel preta in Sanskriet) of hongerige geest is een van de 31 bestaansrijken of werelden binnen de traditionele boeddhistische kosmos zoals die in de Abhidhamma van het Theravada beschreven is. Het is ook een van de zes (soms vijf) bestaansrijken van het Levenswiel uit het Tibetaans boeddhisme.

## Theravada: de boeddhistische kosmos
De wereld van de peta's is volgens het Theravada een van de vier 'pijnlijke werelden' van de boeddhistische kosmos, samen met het dierenrijk, de wereld van de Asuras en de hellen.
Volgens het Theravada zijn peta's veelal geesten van overleden mensen die nog niet afstand hebben kunnen nemen van hun bezittingen of sociale relaties tijdens hun leven. Zij blijven vaak rond hun oude verblijfplaats rondhangen en kunnen soms door mensen gezien of geroken worden. Wanneer zij willen, kunnen zij zich ook aan (bepaalde) mensen tonen, waarbij dan vaak ook de lichamelijke letsels zichtbaar zijn waardoor zij overleden zijn. Indien de dood onverwacht is, is de kans groter om in het erop volgende leven peta te worden; men realiseert zich dan nog niet dat men feitelijk dood is. Peta's kunnen soms ook proberen mensen bang te maken, door dingen of objecten te verplaatsen, of zelfs fysiek letsel te veroorzaken.
Wanneer peta's de omstandigheden en details van hun vorige leven loslaten, verlaten zij hun bestaan als peta en worden wedergeboren in een nieuw leven, in overeenstemming met hun karma of intenties uit het verleden en het heden. Indien door mensen goede acties worden verricht in naam van de peta (of het vorige leven waar de peta aan gehecht is), zal de peta sneller zijn huidige leven achter zich kunnen laten.
In het Theravada gelooft men dat peta's vaak van mensen verlangen dat zij in naam van de peta goede acties doen of dat zij fysiek eten aan de peta aanbieden. De peta's kunnen van dit eten een zekere essentie consumeren, ook al lijkt het dat het voedsel niet aangeraakt is.
Het boek Petavatthu (onderdeel van de Suttapitaka van het Pali Canon) bevat verhalen over peta's.

## Tibetaans boeddhisme: het Wiel van het Leven
Peta's worden in de traditionele Tibetaanse schilderingen van het Levenswiel vaak afgebeeld als traanvormige wezens met een lange dunne nek en een enorme buik, zodat het onmogelijk is voldoende voedsel op te nemen. Zij voelen zich altijd onbevredigd.
De peta's dienen soms ook als metafoor voor mensen die proberen hun illusionaire verlangens na te streven, zichzelf niet realiserend dat hoe meer ze verlangen, hoe pijnlijker en moeilijker het wordt om geluk te vinden.

## Hongerige geesten in andere religies
In het apocriefe boek Henoch worden hongerige geesten vermeld, echter alleen de Ethiopische kerk gebruikt dit boek.
In het Hindoeïsme wordt een soortgelijk concept gehanteerd in de Garoeda Purana